# Liste der Bodendenkmale in Altmärkische Höhe
In der Liste der Bodendenkmale in Altmärkische Höhe sind alle Bodendenkmale der Gemeinde Altmärkische Höhe und ihrer Ortsteile aufgelistet. Grundlage ist die Auflistung von Johannes Schneider aus dem Jahr 1986. Die Baudenkmale sind in der Liste der Kulturdenkmale in Altmärkische Höhe aufgeführt.
| Denkmal-ID | Fundart | Ortsteil         | Bezeichnung                    | Zeitstellung | Lage                                                    | Bemerkungen | Bild |
| ---------- | ------- | ---------------- | ------------------------------ | ------------ | ------------------------------------------------------- | ----------- | ---- |
| ?          |         | Bretsch          | Megalithgräber (3), vereinzelt | Neolithikum  | Zwei im Feld, eins im Wald, nordöstlich des Orts (Lage) |             |      |
| ?          |         | Dewitz           | Steinkreuz                     |              | Ostwand der Kirche, eingemauert (Lage)                  |             |      |
| ?          |         | Drüsedau-Lindhof | Grabhügel „Goldene Wiege“      |              | Südlich von Lindhof ()                                  |             |      |
| ?          |         | Einwinkel        | Überbaute Wasserburg           |              | Nordrand des Orts ()                                    |             |      |
| ?          |         | Heiligenfelde    | Landwehr                       |              | Südlich des Orts (Lage)                                 |             |      |